# Francesco Prina
Francesco Prina (* 9. März 1919 in Crosio della Valle; † unbekannt) war ein italienischer Radrennfahrer und nationaler Meister im Radsport.

## Sportliche Laufbahn
Prina war Straßenradsportler und im Querfeldeinrennen (heutige Bezeichnung Cyclosport) aktiv. 1946 gewann er die nationale Meisterschaft im Querfeldeinrennen vor Raffaele Abbate. 1948 siegte er vor Erminio Cova. 1939 wurde er Vize-Meister hinter Luigi Ferrando. 1947 und 1949 belegte er den dritten Rang in der Meisterschaft.
Im Critérium international de cyclo-cross 1947, dem Vorläufer der Cyclocross-Weltmeisterschaften, kam er auf den 4. Platz. Auf der Straße hatte er keine Erfolge.